# Gregor Jansen
Gregor Jansen (* 1965 in Nettetal) ist ein deutscher Kunsthistoriker und Ausstellungsmacher. Von 2010 bis 2024 war er Leiter der Kunsthalle Düsseldorf.

## Leben und Wirken
Jansen studierte Kunstgeschichte, Baugeschichte und Philosophie an der RWTH Aachen und promovierte 1998 über den Maler Eugen Schönebeck. Er arbeitet seit 1991 als Ausstellungsmanager, Kurator, Dozent, Kunstkritiker und Publizist. Als Dozent lehrte er von 1995/2002 bis 2005 an der FH Aachen und der Kunstakademie Maastricht (ABKM) Medientheorie, Kultur- und Bildwissenschaft. Von Anfang 2005 bis Ende 2009 war Jansen Leiter des Museum für Neue Kunst in Karlsruhe. Von 2006 bis 2007 erhielt er einen Lehrauftrag im Bereich Museologie/Ausstellungspraxis an der HfG Karlsruhe und von 2011 bis 2013 war er Gastprofessor an der Kunstakademie Münster.
Er organisierte 1996 die Gesprächsreihe „Netzkultur<en>“, betreute die Ausstellung „Entropy at Home“ des Sammlers Wilhelm Schürmann 1998 in Aachen und kuratierte im Jahr 2000 die Sektion Japan/Korea für die transnationale Ausstellung „Continental Shift“ in Belgien, Deutschland und den Niederlanden. Mit dem Neuen Aachener Kunstverein richtete er 2001 das Wissenschaftssymposium „Über Super-Strings, Vibrationsmoden und andere Schwingungszustände“ aus. Danach arbeitete er als Projektleiter für die Ausstellung Iconoclash mit Bruno Latour (2002) am Karlsruher Zentrum für Kunst und Medientechnologie. 2002 war Jansen Co-Kurator für die zweite Medienkunstbiennale „media_city seoul“ in Südkorea. 2005 wurde er für das gemeinsam von der Kulturstiftung des Bundes und dem Goethe-Institut Peking durchgeführte Stipendiatenprogramm BEIJING CASE zur Erforschung internationaler urbaner Entwicklungen in Megacities zum Kurator ernannt. Das Projekt und die abschließenden Ausstellungen „INFORMEL CITY?“ (798, Peking 2005) und „totalstadt. beijing case“ (ZKM, Karlsruhe 2006) setzen sich mit dem explosiven Wachstum der Stadt und seinem Einfluss auf die urbane Kultur im Spannungsfeld zwischen Tradition und Moderne auseinander. Seine vermittelnde Tätigkeit betrachtet die Vielfalt internationaler Gegenwartskunst und verwandter, zeitgenössischer Diskurse, wofür er innovative Formate des Ausstellens und Kommunizierens entwickelt. Seit 2018 ist er Fachkurator für die Kunstsammlung der Sammlung Landesbank Baden-Württemberg (LBBW) und seit 2022 Vorsitzender der Ankaufskommission für Kunst im öffentlichen Raum, die im November 2021 vom Rat der Landeshauptstadt Düsseldorf eingerichtet wurde.
Er hat Bücher, Katalogbeiträge sowie Essays und Artikel in Katalogen und Kunstmagazinen wie springerin, Kunst-Bulletin, Metropolis M, Parkett oder Blitzreview publiziert. Im Jahre 2010 hielt Jansen die Laudatio für den chinesischen Künstler Ai Weiwei, welcher mit dem Kasseler Bürgerpreis Das Glas der Vernunft ebendort ausgezeichnet wurde, 2012 Laudatio auf Echo Ho und 2018 auf Anna Vogel (Zonta Cologne Art Award), 2013 auf Florian Meisenberg (Kunstpreis junger westen), 2014 auf Wang Shugang Ernst Barlach Preis. Im Jahre 2018 ging der von Jansen ausgewählte Hans Platschek Preis für Kunst und Schrift an Michael Kunze. 2023 Laudator Preis für Bildende Kunst der Düsseldorfer Jonges an Andreas Gursky.
Gregor Jansen ist verheiratet und hat drei Kinder.

## Kuratierte Ausstellungen (Auswahl)
- 2024: Ochirbold Ayurzana. Discovering the Present from the Future, 60. Biennale Venedig, Mongolian Pavilion (adjunct curator)
- 2023: Peter Piller, Kunsthalle Düsseldorf
- 2022: Martha Jungwirth, Kunsthalle Düsseldorf
- 2021: Journey Through A Body, mit Kate Cooper, Luki von der Gracht, Christina Quarles, Nicole Ruggiero, Tschabalala Self, Cajsa von Zeipel, Kunsthalle Düsseldorf
- 2020: Internationaler Lantz´scher Skulpturenpark Lohausen, mit u. a. Julia Bünnagel/Patrick Rieve, Bogomir Ecker, Rita McBride, Gesine Grundmann, Martin Pfeifle, Christian Odzuck, Peter Schwickerath, Lantz’scher Park Düsseldorf
- 2020: SUBJEKT und OBJEKT. FOTO RHEIN RUHR, mit u. a. Otto Steinert, Arno Jansen, Detlef Orlopp, Astrid Klein, Candida Höfer, Timm Rautert, Joachim Brohm, Andreas Gursky, Thomas Struth, Kunsthalle Düsseldorf (mit Ralph Goertz, Dana Bergmann)
- 2019/20: Carroll Dunham / Albert Oehlen BÄUME / TREES, Kunsthalle Düsseldorf (mit Cornelius Tittel)
- 2019: Affective-Imagoism Art: Sang Huoyao, Long Museum, Shanghai
- 2019: d-polytop. Kunst aus Düsseldorf, mit u. a. Christine Erhard, Bianca C. Grüger, Andreas Fischer, Heinz Hausmann, Ulrich Hensel, Ralf Werner, Kunsthalle Düsseldorf (mit Dana Bergmann, Raphael Nocken, Jörg Schlürscheid)
- 2018/19: The Power of Multiplication, MARGS – Art Museum of Rio Grande do Sul, Porto Alegre; Halle 12 Werkschau, Leipziger Baumwollspinnerei
- 2018/19: Joseph Beuys für: Lettres du Voyant: Beuys x Paik, HOW Art Museum, Shanghai
- 2017: KRIWET curated by_Gregor Jansen, Georg Kargl Fine Arts, Wien
- 2017: Wirtschaftswerte / Museumswerte, mit u. a. Art & Language, Bernd & Hilla Becher, Joseph Beuys, Daniel Buren, Tony Cragg, Hanne Darboven, Imi Knoebel, Panamarenko; eine Ausstellung zum 50-jährigen Jubiläum in Kooperation mit dem Stedelijk Museum voor Actuele Kunst, S.M.A.K., Gent, Kunsthalle Düsseldorf
- 2016: Schaf und Ruder / Wool and Water, mit u. a. Lili Dujourie, Isa Genzken, Astrid Klein, Aron Mehzion, Reinhard Mucha, Elaine Sturtevant, Kunsthalle Düsseldorf
- 2016: Rita McBride. Gesellschaft. Kunsthalle Düsseldorf
- 2016: Wrap around the Time. mit Isabella Fürnkäs, Raphaela Vogel, Nam June Paik Art Center, Seoul (Co-Kurator)
- 2015: Song Dong. Kunsthalle Düsseldorf
- 2015: Cody Choi. Culture Cuts, Kunsthalle Düsseldorf
- 2014: Thomas Ruff. Lichten, Kunsthalle Düsseldorf
- 2014: ÜBER ECK, mit u. a. Ralf Berger, Bianca Grüger, Heinz Hausmann, Bernd Kastner, Jörn Kruse, Friderieke Schardt, Kunsthalle Düsseldorf (mit Jörg Schlürscheid)
- 2014: BLENDED GENERATIONS, mit u. a. Georg Herold, Benjamin Houlihan, Harald Klingelhöller, Jörg Gelbke, Henry Staschik, Tal R, Ali Altin, Jochen Goerlach, Chris Reinecke, Mareike Foecking, Katharina Sieverding, Pola Sieverding, Pia Stadtbäumer, Max Frisinger, Natalia Stachon, 701 e. V., Kö-Bogen, Düsseldorf (mit Pia Witzmann)
- 2014: Marijke van Warmerdam. Nahebei in der Ferne, Kunsthalle Düsseldorf
- 2013: Leben mit Pop. Eine Reproduktion des Kapitalistischen Realismus. Manfred Kuttner, Konrad Lueg, Sigmar Polke, Gerhard Richter. Mit einem Beitrag von Christopher Williams, Kunsthalle Düsseldorf (mit Elodie Evers, Magdalena Holzhey, Susanne Rennert) // 2014 im Artists Space, New York
- 2013: Michael Kunze. Halkyonische Tage, Kunsthalle Düsseldorf
- 2012: Yin Xiuzhen, Kunsthalle Düsseldorf
- 2011: Chris Martin. Staring into the Sun, Kunsthalle Düsseldorf
- 2011: Stefano Cagol. CONCILIO, 54. Biennale Venedig, Chiesa di San Gallo (Venezia)
- 2011: KRIWET — yester ’n’ today, Kunsthalle Düsseldorf
- 2010: Von realer Gegenwart. Marcel Broodthaers heute, Kunsthalle Düsseldorf und Kunstverein für die Rheinlande und Westfalen (mit Vanessa Joan Müller und Elodie Evers)
- 2010: Hans-Peter Feldmann, Kunsthalle Düsseldorf
- 2008: Once in a Lifetime – Formalismus Heute, Karlsruhe (mit Lukas & Sebastian Baden, Max Mayer)
- 2008: Vertrautes Terrain – Aktuelle Kunst in und über Deutschland, ZKM – Museum für Neue Kunst (Karlsruhe) (mit Thomas Thiel)[3]
- 2007: Paul Thek. Werkschau im Kontext zeitgenössischer Kunst, ZKM – Museum für Neue Kunst, Karlsruhe (mit Roland Groenenboom, Harald Falckenberg, Peter Weibel)
- 2007: Imagination becomes Reality, ZKM – Museum für Neue Kunst, Karlsruhe (mit Ingvild Goetz, Stephan Urbaschek)
- 2006: totalstadt. Beijing case, ZKM – Museum für Neue Kunst, Karlsruhe
- 2005: Lichtkunst aus Kunstlicht, ZKM – Museum für Neue Kunst, Karlsruhe (mit Peter Weibel)
- 2005: Informal City?, 0-Field / 798 Art Space, Peking, mit u. a. Heike Baranowsky, Thomas Bayrle, Cao Fei / Ou Ning, Echo Ho, Via Lewandowsky, Ingo Niermann, Ma Yingli
- 2002: Media City Seoul, Biennale (Co-Kurator)
- 2002: Keith Farquhar. Let’s Destroy the Earth but Keep Humans and other Drawings, kjubh e. V., Köln
- 2000: Continental Shift – Eine Reise zwischen den Kulturen, Ludwig Forum für Internationale Kunst, Aachen (Co-Kurator), mit u. a. Cody Choi, Jun Hasegawa, Ik-Joong Kang, Suchan Kinoshita, Koo Jeong A, Takashi Murakami, Yoshitomo Nara, Chino Otsuka, Tsuyoshi Ozawa, Navin Rawanchaikul, Peter Robinson, Keiko Sato, Chiharu Shiota
- 1991: von gleich zu gleich, Ludwig Forum für Internationale Kunst, Aachen (Co-Kurator)